# HaFaBra-examen
Het HaFaBra-examen is een examen voor muziekleerlingen van harmonie, fanfare & brassband (afgekort als HaFaBra). Het examen is opgedeeld in de gradaties A, B, C en D. 

## Examenstof
Bij een HaFaBra-examen worden zaken als: muziektheorie, speeltechniek, maatgevoel etc getoetst. Hoe hoger het examen (van A t/m D) hoe hoger de eisen die aan de leerling worden gesteld. Voldoet bij A nog een simpel muziekstuk uit het populaire genre, bij D wordt er heel wat meer van de leerling verwacht.
Ook moet de muzikant een stuk a prima vista spelen, en wat melodielijnen die de examinator op de piano speelt naspelen. Ook moet er een ritme worden getrommeld (bijvoorbeeld met de vingers op een tafel of klappen met je handen).

## Genre
Voor het examen wordt een aantal muziekstukken ingestudeerd. Doorgaans zijn dit een aantal etudes en voordrachtstukken, waarvan vaak enkele met begeleiding van een piano. Tegenwoordig wordt er vaak gebruikgemaakt van het meespelen met een cd; op de cd staat dan de begeleiding waarmee de leerling meespeelt. Ook is het samenspel verplicht, de leerling moet dan met een andere muzikant het liefst op hetzelfde of een vergelijkbaar muziekinstrument een stuk uitvoeren. Vaak neemt dan de muziekdocent de 2e partij op zich.

## Openbaar examen
Sinds kort is het bij D niet meer verplicht een openbaar examen (bijvoorbeeld een solostuk met een orkest) uit te voeren. Veel leerlingen doen het echter nog wel, maar voor de beoordeling telt dit niet meer mee.